# Giacomo Filippo Nini
Giacomo Filippo Nini (Siena, 1629 – Roma, 11 agosto 1680) è stato un cardinale italiano.

## Biografia
Giacomo Filippo Nini (talvolta indicato anche con il nome di Jacopo) nacque nel 1629 a Siena da una famiglia del patriziato cittadino.
Compì i propri studi giovanili a Roma per poi fare ritorno nella natìa Siena ove nel 1652 incontrò il cardinale Fabio Chigi (futuro papa Alessandro VII) di ritorno dalla sua nunziatura a Colonia, e fu proprio il Chigi a volerlo con lui a Roma, ove collaborò con la Segreteria di Stato sotto la direzione del potente cardinale.
Ordinato sacerdote, divenne canonico di Santa Maria Maggiore a Roma (Basilica Liberiana) e segretario dei Memoriali nel 1656. Nominato abate commendatario di San Cristoforo di Bergamo ad Acqui Terme, divenne Prefetto del Palazzo Apostolico e Cubicolario di Sua Santità (1664-1666).
Eletto arcivescovo titolare di Corinto il 28 aprile 1664, venne consacrato successivamente alla dignità episcopale.
Creato cardinale e riservato in pectore nel concistoro del 14 gennaio 1664, venne reso pubblico il 15 febbraio 1666, ricevendo la porpora ed il titolo di Santa Maria della Pace il 15 marzo di quell'anno. Prese parte al conclave del 1667 che elesse a pontefice Clemente IX e nuovamente a quello del 1669-1670 che elesse Clemente X. Prese parte ancora al conclave del 1676 che elesse Innocenzo XI. Alla fine di questi conclavi, il 9 gennaio 1679 venne eletto camerlengo del Sacro Collegio dei Cardinali, rimanendo in carica sino all'8 gennaio 1680.
Morì l'11 agosto 1680 a Roma e venne sepolto il giorno successivo nella tomba dei canonici nella Basilica di Santa Maria Maggiore.